# 小斉祐輔
小斉 祐輔（こさい ゆうすけ、1983年4月30日 - ）は、大阪府松原市出身の元プロ野球選手（内野手、外野手）、野球指導者。右投左打。名前の「祐」の字は旧字体である「祐」（示へんに右）である。

## 来歴
松原小では軟式野球に所属。中学校では河南シニアに所属し、関西大会で優勝。PL学園高校時代には、今江敏晃、桜井広大、朝井秀樹らと同期。今江とともにクリーンナップを組んでいた。
高校卒業時プロからの誘いがあるも東京農業大学生物産業学部に進学。大学時代には1年から常に中軸で活躍する。4年次には主将としてチームを牽引し、春季･秋季でMVPを獲得。また秋季には三冠王も獲得した。大学通算30本塁打。その他、ベストナイン2度、敢闘賞を獲得している。大学・学部の先輩に、ホークスの先輩の稲嶺誉がいる。
2005年の育成ドラフト会議にて福岡ソフトバンクホークスから1巡目指名を受け、育成選手として入団。

### ソフトバンク時代

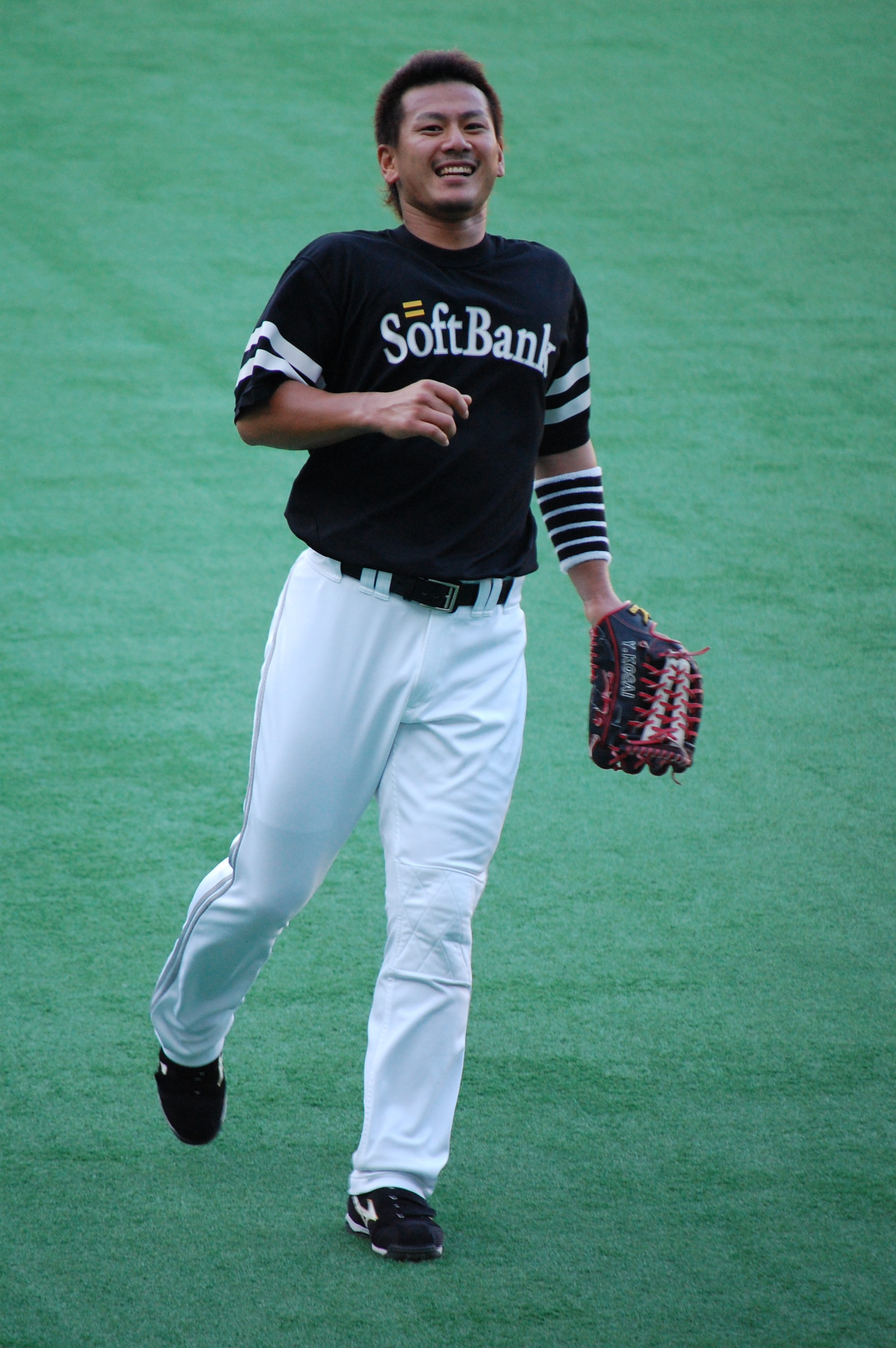
ソフトバンク時代の小斉
（2009年8月27日、千葉マリンスタジアムにて）

2006年5月23日、自身と同じく育成選手として入団した西山道隆と共に、支配下選手契約へ移行。NPBの球団と育成選手契約を結んでいた野手では、初めての支配下登録選手になった。同年6月2日には出場選手登録され、西山に続いての育成ドラフト出身選手の昇格となった。翌6月3日には、代打でプロ初出場（結果は二ゴロ）。その後、柴原洋の代役で3番を打ったりもしたが安打を放つことはできず、1か月ほどで出場選手登録抹消。その後、再登録される事は無かった。
2007年は8月23日の対埼玉西武ライオンズ戦（ヤフードーム）の第4打席で岩﨑哲也からプロ入り初安打を記録、これが育成ドラフトでプロ入りした選手の一軍初安打となった。
2008年、一軍で39試合に出場。5月6日には東北楽天ゴールデンイーグルス戦（Kスタ宮城）の第1打席で永井怜からプロ入り初本塁打を打ち、育成ドラフトでプロ入りした選手の初本塁打も記録した。
2009年は代打としてチーム最多起用されたが、前年より成績を下げる結果に終わった。
2010年、二軍で打率.307、12本塁打、64打点の成績で、ウエスタン・リーグ首位打者、打点王、最多安打のタイトルを獲得。一軍にも昇格はしたものの、一塁手・左翼手共に競争相手が多く、出場機会がないまま登録抹消され、そのままシーズンを終えた。
2011年、二軍で2年連続の打点王を獲得するも、一軍では1試合1打席の出場に留まる。

### 楽天時代
2011年11月7日に、金銭トレードで東北楽天ゴールデンイーグルスへ移籍した(育成ドラフト出身選手としては初の金銭トレードによる移籍選手となった)。
2014年5月10日のイースタン・リーグ、対東京ヤクルトスワローズ戦で審判への侮辱行為で退場処分となり、同月12日にコミッショナーから厳重注意と制裁金5万円の処分が科せられた。11月10日に、育成選手契約を結んだことが球団から発表された。
2015年、7月1日に支配下登録選手へ復帰。復帰後は、一軍公式戦17試合に出場した。しかし、移籍後初めて本塁打を放てず、打率も.140と低迷。9月29日には、球団を通じて現役引退を発表した。12月2日付で、NPBから自由契約選手として公示。

### 現役引退後
2016年より仙台市内の牛タン店に見習いとして入社（このことはPL学園高の先輩でもある当時楽天の二軍監督だった平石洋介のブログならびに河北新報でも紹介されている）。その後、神戸やロサンゼルスでも修行を重ね、2020年5月、福岡で牛タン店「博多 牛や たん平」を開業させた。
2024年11月16日、独立リーグ・九州アジアリーグの火の国サラマンダーズの2025年シーズンからの新監督に内定したことが熊本日日新聞より報じられた。10月に同球団のゼネラルマネージャーに就任した馬原孝浩より就任を打診されたものである。なお、この報道では苗字も旧字体にした「小齊祐輔」表記だった。11月22日に火の国球団は記者会見を開き、小斉の監督就任を正式に発表した。

## 選手としての特徴・人物
類い稀な長打力が武器。ソフトバンク時代は「松中2世」と称され、左の強打者候補として期待されていた。
楽天時代の2013年8月下旬に年下の一般女性と結婚した。

## 詳細情報

### 年度別打撃成績
| 年 度     | 球 団        | 試 合 | 打 席 | 打 数 | 得 点 | 安 打 | 二 塁 打 | 三 塁 打 | 本 塁 打 | 塁 打 | 打 点 | 盗 塁 | 盗 塁 死 | 犠 打 | 犠 飛 | 四 球 | 敬 遠 | 死 球 | 三 振 | 併 殺 打 | 打 率 | 出 塁 率 | 長 打 率 | O P S |
| --------- | ------------ | ----- | ----- | ----- | ----- | ----- | -------- | -------- | -------- | ----- | ----- | ----- | -------- | ----- | ----- | ----- | ----- | ----- | ----- | -------- | ----- | -------- | -------- | ----- |
| 2006      | ソフトバンク | 11    | 16    | 15    | 1     | 0     | 0        | 0        | 0        | 0     | 0     | 0     | 0        | 0     | 0     | 1     | 1     | 0     | 3     | 0        | .000  | .063     | .000     | .063  |
| 2007      | ソフトバンク | 4     | 8     | 7     | 1     | 1     | 0        | 0        | 0        | 1     | 0     | 0     | 0        | 0     | 0     | 1     | 0     | 0     | 3     | 0        | .143  | .250     | .143     | .393  |
| 2008      | ソフトバンク | 39    | 106   | 101   | 12    | 27    | 5        | 1        | 2        | 40    | 11    | 2     | 0        | 0     | 0     | 5     | 0     | 0     | 22    | 2        | .267  | .302     | .396     | .698  |
| 2009      | ソフトバンク | 43    | 64    | 57    | 6     | 13    | 2        | 0        | 2        | 21    | 7     | 0     | 0        | 1     | 1     | 3     | 0     | 2     | 20    | 1        | .228  | .286     | .368     | .654  |
| 2011      | ソフトバンク | 1     | 1     | 1     | 0     | 0     | 0        | 0        | 0        | 0     | 0     | 0     | 0        | 0     | 0     | 0     | 0     | 0     | 0     | 0        | .000  | .000     | .000     | .000  |
| 2012      | 楽天         | 11    | 20    | 17    | 2     | 3     | 1        | 0        | 1        | 7     | 5     | 0     | 0        | 1     | 2     | 0     | 0     | 0     | 3     | 0        | .176  | .158     | .412     | .588  |
| 2013      | 楽天         | 22    | 47    | 46    | 3     | 11    | 3        | 0        | 1        | 17    | 3     | 0     | 0        | 0     | 0     | 1     | 0     | 0     | 7     | 0        | .239  | .255     | .370     | .625  |
| 2014      | 楽天         | 17    | 32    | 29    | 1     | 5     | 2        | 0        | 1        | 10    | 4     | 0     | 1        | 0     | 0     | 3     | 0     | 0     | 8     | 0        | .172  | .250     | .345     | .595  |
| 2015      | 楽天         | 17    | 47    | 43    | 2     | 6     | 1        | 0        | 0        | 7     | 2     | 0     | 0        | 0     | 1     | 3     | 0     | 0     | 14    | 2        | .140  | .191     | .163     | .354  |
| 通算：9年 | 通算：9年    | 165   | 341   | 316   | 28    | 66    | 14       | 1        | 7        | 103   | 32    | 2     | 1        | 2     | 4     | 17    | 1     | 2     | 80    | 5        | .209  | .251     | .326     | .577  |

### 年度別守備成績
| 年 度 | 球 団        | 一塁  | 一塁  | 一塁  | 一塁  | 一塁  | 一塁     | 外野  | 外野  | 外野  | 外野  | 外野  | 外野     |
| 年 度 | 球 団        | 試 合 | 刺 殺 | 補 殺 | 失 策 | 併 殺 | 守 備 率 | 試 合 | 刺 殺 | 補 殺 | 失 策 | 併 殺 | 守 備 率 |
| ----- | ------------ | ----- | ----- | ----- | ----- | ----- | -------- | ----- | ----- | ----- | ----- | ----- | -------- |
| 2006  | ソフトバンク | -     | -     | -     | -     | -     | -        | 2     | 3     | 0     | 0     | 0     | 1.000    |
| 2008  | ソフトバンク | 19    | 137   | 10    | 0     | 10    | 1.000    | 8     | 11    | 0     | 0     | 0     | 1.000    |
| 2009  | ソフトバンク | 8     | 12    | 2     | 0     | 1     | 1.000    | 17    | 13    | 0     | 1     | 0     | .929     |
| 2012  | 楽天         | 1     | 1     | 0     | 0     | 0     | 1.000    | 4     | 1     | 0     | 0     | 0     | 1.000    |
| 2013  | 楽天         | 13    | 51    | 4     | 0     | 7     | 1.000    | 7     | 6     | 0     | 0     | 0     | 1.000    |
| 2014  | 楽天         | 13    | 78    | 3     | 0     | 7     | 1.000    | -     | -     | -     | -     | -     | -        |
| 2015  | 楽天         | 1     | 7     | 1     | 0     | 1     | 1.000    | -     | -     | -     | -     | -     | -        |
| 通算  | 通算         | 55    | 286   | 20    | 0     | 26    | 1.000    | 38    | 34    | 0     | 1     | 0     | .971     |

### 記録
- 初出場：2006年6月3日、対阪神タイガース5回戦（阪神甲子園球場）、8回表に吉武真太郎の代打で出場
- 初打席：同上、8回表にダーウィン・クビアンから二塁ゴロ
- 初先発出場：2006年6月7日、対読売ジャイアンツ5回戦（福岡Yahoo! JAPANドーム）、3番・左翼手で先発出場
- 初安打：2007年8月23日、対西武ライオンズ18回戦（福岡Yahoo! JAPANドーム）、8回裏に岩﨑哲也から中前安打
- 初打点：2008年4月29日、対埼玉西武ライオンズ7回戦（西武ドーム）、12回表に三井浩二から中前適時打
- 初盗塁：2008年5月2日、対オリックス・バファローズ6回戦（Yahoo! JAPANドーム）、4回裏に二盗（投手：ラモン・オルティズ、捕手：辻俊哉）
- 初本塁打：2008年5月6日、対東北楽天ゴールデンイーグルス7回戦（クリネックススタジアム宮城）、3回表に永井怜から右越ソロ

### 背番号
- 121 （2006年 - 同年5月23日）
- 93 （2006年5月24日 - 2007年）
- 55 （2008年 - 2011年）
- 43 （2012年 - 2014年）
- 143 （2015年 - 同年6月30日）
- 70 （2015年7月1日 - 同年終了、2025年 - ）